# Bob Rafelson
Robert Jay Rafelson (New York, 1933. február 21. – Aspen, 2022. július 23.) amerikai filmrendező, forgatókönyvíró és filmproducer.

## Élete és pályafutása
Az 1970-es évek New Hollywood mozgalmának egyik kulcsfigurájaként tartják számon. Producerként jegyzi a Szelíd motorosok (1969) és Az utolsó mozielőadás (1971) című filmdrámákat. Rendezései közé tartozik az Öt könnyű darab (1970), A Marvin Gardens királya (1972), A postás mindig kétszer csenget (1981) és A Hold hegyei (1990).
Az 1960-as években ő alkotta meg a The Monkees televíziós sorozatot, melynek köszönhetően az azonos nevű együttes megalakult és ismertté vált.

## Filmográfia

### Film
| Év   | Magyar cím                      | Eredeti cím                    | Feladatkör | Feladatkör | Feladatkör | Megjegyzések                                                      |
| Év   | Magyar cím                      | Eredeti cím                    | Rendező    | Író        | Producer   | Megjegyzések                                                      |
| ---- | ------------------------------- | ------------------------------ | ---------- | ---------- | ---------- | ----------------------------------------------------------------- |
| 1968 |                                 | Head                           | Igen       | Igen       | Igen       | társíró: Jack Nicholson                                           |
| 1969 | Szelíd motorosok                | Easy Rider                     | Nem        | Nem        | Igen       | stáblistán nem szerepel                                           |
| 1970 | Öt könnyű darab                 | Five Easy Pieces               | Igen       | Sztori     | Igen       | társíró: Carole Eastman                                           |
| 1971 | Az utolsó mozielőadás           | The Last Picture Show          | Nem        | Nem        | Igen       | stáblistán nem szerepel                                           |
| 1972 | A Marvin Gardens királya        | The King of Marvin Gardens     | Igen       | Sztori     | Igen       | társíró: Jacob Brackman                                           |
| 1973 | A mama és a kurva               | La maman et la putain          | Nem        | Nem        | Igen       | stáblistán nem szerepel                                           |
| 1976 | Maradj éhen!                    | Stay Hungry                    | Igen       | Igen       | Igen       | társíró: Charles Gaines                                           |
| 1981 | A postás mindig kétszer csenget | The Postman Always Rings Twice | Igen       | Nem        | Igen       |                                                                   |
| 1981 |                                 | Modesty                        | Igen       | Igen       | Nem        | rövidfilm                                                         |
| 1987 | Fekete özvegy                   | Black Widow                    | Igen       | Nem        | Nem        |                                                                   |
| 1990 | A Hold hegyei                   | Mountains of the Moon          | Igen       | Igen       | Nem        | társíró: William Harrison                                         |
| 1992 | Zűrös manus                     | Man Trouble                    | Igen       | Nem        | Nem        |                                                                   |
| 1994 |                                 | "Wet"                          | Igen       | Igen       | Nem        | - rövidfilm - az Erotikus mesék (1996) - szegmenseként jelent meg |
| 1996 | A nyakék nyomában               | Blood and Wine                 | Igen       | Sztori     | Nem        | társíró: Nick Villiers                                            |
| 2002 | A csapda mélyén                 | No Good Deed                   | Igen       | Nem        | Nem        |                                                                   |
| 2002 |                                 | Porn.com                       | Igen       | Igen       | Nem        | rövidfilm                                                         |

### Televízió
| Év        | Magyar cím                                | Eredeti cím     | Feladatkör | Feladatkör | Feladatkör | Megjegyzések |
| Év        | Magyar cím                                | Eredeti cím     | Rendező    | Író        | Producer   | Megjegyzések |
| --------- | ----------------------------------------- | --------------- | ---------- | ---------- | ---------- | ------------ |
| 1966–1968 |                                           | The Monkees     | Igen       | Igen       | Vezető     |              |
| 1995      | Festménymesék                             | Picture Windows | Igen       | Nem        | Nem        | 1 epizód     |
| 1998      | Poodle Springs – Philip Marlowe visszatér | Poodle Springs  | Igen       | Nem        | Nem        | tévéfilm     |

## Fordítás
- Ez a szócikk részben vagy egészben  a   Bob Rafelson című angol Wikipédia-szócikk fordításán alapul.  Az eredeti cikk szerkesztőit annak laptörténete sorolja fel. Ez a jelzés csupán a megfogalmazás eredetét és a szerzői jogokat jelzi, nem szolgál a cikkben szereplő információk forrásmegjelöléseként.